# Germano Almeida
Germano Almeida (isla de Boavista, 1945) es un escritor de Cabo Verde.

## Biografía
Estudió derecho en la Universidad Clásica de Lisboa y ejerce la abogacía en la isla de São Vicente. Sus novelas se han traducido a varias lenguas. Germano Almeida también es el fundador de la revista Ponto & Vírgula y del periódico Aguaviva, lo mismo que el director de la casa editorial Ilhéu.
Su estilo se caracteriza por utilizar magistralmente el humor y la sátira, al tiempo que denuncia la hipocresía de la sociedad caboverdiana, asfixiada durante los primeros años de la independencia por un régimen de partido único. Un buen ejemplo de su mordaz humor es la novela O meu Poeta, una obra de largo aliento en donde el autor satiriza con refinados sarcasmos la realidad de Cabo Verde. Se considera que se trata de la primera novela verdaderamente nacional.

## Obras
- O dia das calcas roladas (1982).
- O Meu Poeta (1989).
- O testamento do Sr. Napumoceno da Silva Araújo (1991) - El testamento del señor Napumoceno da Silva Araújo.
- O Dia das Calças Roladas (1992).
- A Ilha Fantástica (1994)
- Os Dois Irmãos (1994)
- Estórias de Dentro de Casa (1996)
- A morte do meu poeta (1998).
- A Família Trago (1998).
- Estórias contadas (1998).
- Dona Pura e os Camaradas de Abril (1999) - Doña Pura y los camaradas de abril.
- As memórias de um espírito (2001).
- Cabo Verde - Viagem pela história das ilhas (2003).
- O mar na Lajinha (2004).
- Eva (2006).
- O fiel defunto (2017) - El fiel difunto.

## Enlaces
- Entrevista con el autor publicada por el diario La Jibarilla